# جورج غالوب جونيور
جورج غالوب جونيور (بالإنجليزية: George Gallup, Jr.)‏ هو إحصائي أمريكي، ولد في 9 أبريل 1930 في إيفانستون في الولايات المتحدة، وتوفي في 21 نوفمبر 2011 في برينستون في الولايات المتحدة بسبب سرطان الكبد.

## وصلات خارجية
- جورج غالوب جونيور على موقع IMDb (الإنجليزية)